# Minimalni tehnički uvjeti
Minimalni tehnički uvjeti predstavljaju uvjete koje mora ugostiteljski objekt (restoran, kafić, bar, pizzeria, klub, itd) zadovoljiti kako bi se u njemu mogla obavljati  ugostiteljska djelatnost. 

## U Hrvatskoj
Ugostitelj je dužan osigurati ispunjenje minimalnih tehničkih uvjeta što uključuje osiguranje potrebne dokumentacije i provođenje zahtjevanih mjerenja i ispitivanja. Zahtijevana dokumentacija podnosi se u nadležne državne urede po županijama, odnosno njihove ispostave po gradovima s ciljem dobivanja Rješenja o utvrđivanju minimalnih tehničkih uvjeta.
Tek nakon ishođenja Rješenja objekt smije početi s radom.